# Marcus Hammerschmitt

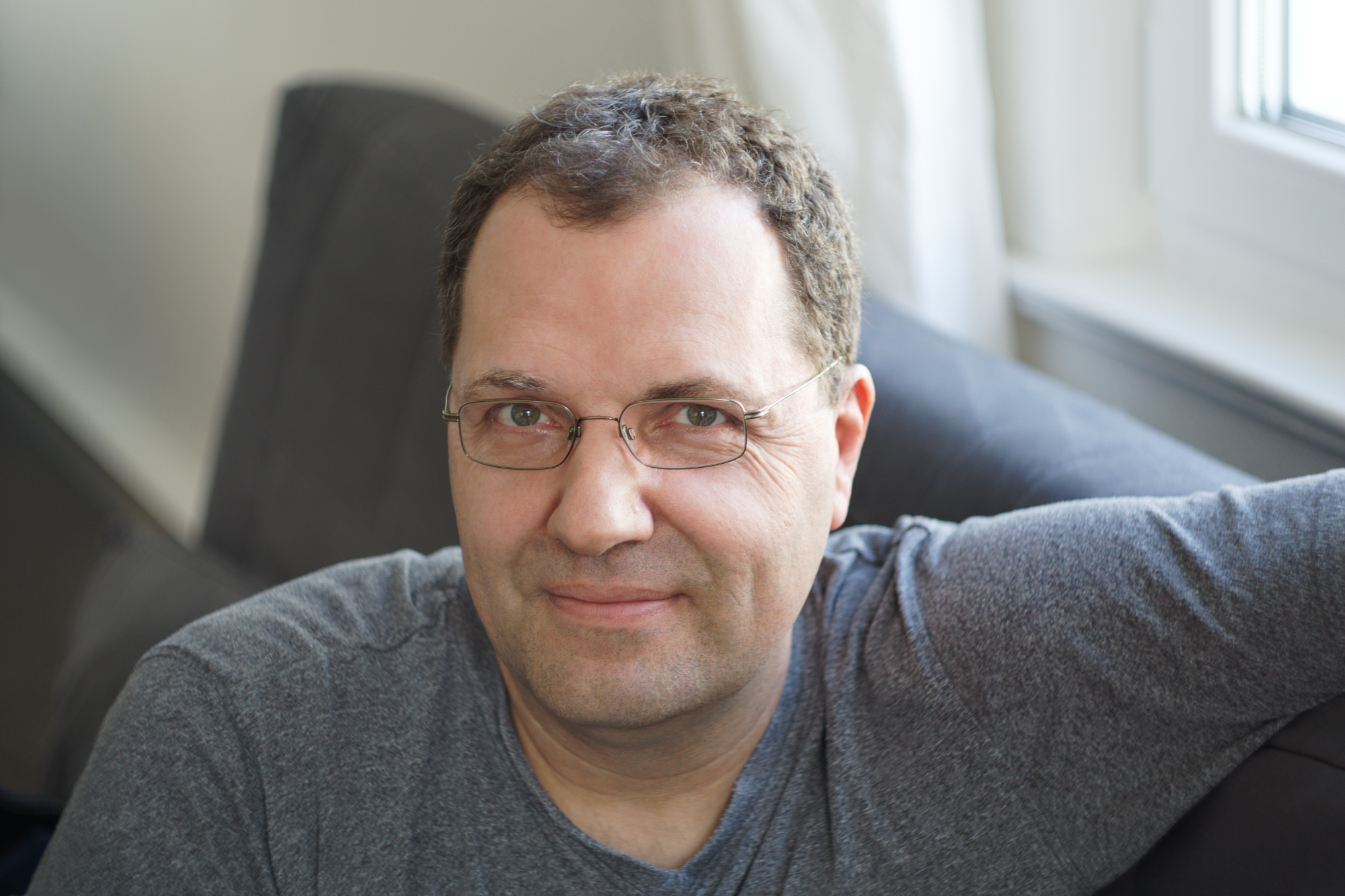
Marcus Hammerschmitt (2020)

Marcus Hammerschmitt (* 1967 in Saarbrücken) ist ein deutscher Journalist, Schriftsteller und Fotograf.

## Leben
Marcus Hammerschmitt studierte Philosophie und Literaturwissenschaft an der Eberhard Karls Universität Tübingen.
Seit 1994 ist er als freier Schriftsteller tätig. Neben seinen Science-Fiction-Romanen sowie (Multimedia-)Gedichten veröffentlichte er in unregelmäßigen Abständen Essays und Dokumentationen in den Internet-Magazinen Telepolis und Futurezone sowie in der Wochenzeitung Jungle World. Polyplay erschien in einer Produktion des WDR aus dem Jahr 2008 auch als Hörspiel. Die Romane Der Zensor und Grasland existieren auch als Hörbuch.

## Auszeichnungen
- 1996: Deutscher Science Fiction Preis, beste Kurzgeschichte für Die Sonde (enthalten in Der Glasmensch)
- 1997: Thaddäus-Troll-Preis
- 1998: Kurd-Laßwitz-Preis, beste Kurzgeschichte für Wüstenlack
- 1999: Würth-Literaturpreis
- 2000: Kurd-Laßwitz-Preis, beste Kurzgeschichte für Troubadoure
- 2004: Stipendiat des Künstlerhaus Edenkoben[1]
- 2007: Kurd-Laßwitz-Preis, beste Kurzgeschichte für Canea Null in Plasmasymphonie und andere Visionen (Visionen 2006)
- 2007: Deutscher Science Fiction Preis, beste Kurzgeschichte für Canea Null

## Werke
Erzählungssammlungen
- Der Glasmensch und andere Science-Fiction-Geschichten. Suhrkamp Verlag, 1995, ISBN 3-518-38973-4.
- Nachtflug. Erzählungen, Shayol Verlag, 2012, ISBN 978-3-943279-02-3.
- Die Spiegelmacherin. GDI Gottlieb Duttweiler Institut, 2013.
- Waschaktive Substanzen. Kurzprosa, Edition Monhardt, 2016, ISBN 978-3-9817789-0-8.

Romane und Erzählungen in Einzelausgaben
- 1997: Wind. Der zweite Versuch. Zwei Romane. Suhrkamp, ISBN 3-518-38973-4.
- 1998: Target. Suhrkamp, ISBN 3-518-39347-2.
- 2000: Der Opal. Argument Verlag, ISBN 3-88619-960-6.
- 2001: Der Zensor. Argument Verlag, ISBN 3-88619-970-3. Als Hörbuch Radioropa 2008: ISBN 978-3-86667-711-1.
- 2002: Polyplay. Argument Verlag, ISBN 3-88619-974-6.
- 2013: Pension Barbara. Verlag Das Beben, ISBN 978-3-944855-01-1.
- 2014: H-Null – Ein Deutschlandmärchen. Verlag Das Beben, ISBN 978-3-944855-08-0.
- 2020: Die Teufelsinsel. Edition J.J. Heckenhauer, ISBN 978-3-9821851-2-5.
- 2021: Rom. Verlag Schiler & Mücke, ISBN 978-3-8993044-59.

Lyrik
- Der Brief des Nachtportiers. Gedichte, Edition Monhardt, 2019, ISBN 978-3-9817789-6-0.
- Halbdunkles Licht. Gedichte, Schiler & Mücke, 2022, ISBN 978-3-89930-448-0

Jugendbücher
- 2006: Das Herkules-Projekt. Sauerländer-Verlag, ISBN 3-7941-7043-1.
- 2007: Der Fürst der Skorpione. Sauerländer-Verlag, ISBN 978-3-7941-7046-3.
- 2010: Yardang. Sauerländer-Verlag, ISBN 978-3-7941-8082-0.
- 2011: Azureus & Pygmalion. Sauerländer-Verlag, ISBN 978-3-7941-8094-3.
- 2012: Grasland. Apple iBookstore, ISBN 978-3-00-038044-0.
- 2014: Grasland. Hörbuch, Audible.

Sachbücher
- 1999: Instant Nirwana. Das Geschäft mit der Suche nach dem Sinn. Aufbau Verlag, ISBN 3-351-02793-1; überarbeitete Neuauflage Alibri, Aschaffenburg 2005, ISBN 3-86569-005-X.
- 2002: Das geflügelte Rad. Über die Vernichtung der Eisenbahn. Oktober Verlag, Münster, ISBN 3-935792-23-9, überarbeitete Neuauflage mit aktuellem Vorwort Oktober Verlag 2010, ISBN 978-3-941895-07-2.

Erzählungen und Kurzgeschichten (Auswahl)
- 1996: Hundherz In: "Partner fürs Leben – die besten internationalen Science-Fiction-Geschichten", hrsg. von Wolfgang Jeschke, Heyne Verlag, München. ISBN 3-453-08573-6
- 1998: Wüstenlack. In: "Die Vergangenheit der Zukunft", hrsg. von Wolfgang Jeschke, Heyne Verlag, München. ISBN 3-453-13337-4.
- 1999: Das Begräbnis In: "Pistole & Würde", hrsg. von Andrzej Szczypiorski, Konkursbuchverlag, Tübingen. ISBN 3-88769-143-1.
- 2000: Die Helfer. In: "Das Jahr der Maus", hrsg. von Wolfgang Jeschke, Heyne Verlag, München. ISBN 3-453-15651-X.
- 2003: In der Zentrale. In: ndl Heft 3, Berlin.
- 2004: Vaucansons Ente. In: "Eine Trillion Euro", hrsg. von Andreas Eschbach, Bastei-Lübbe, Bergisch Gladbach. ISBN 3-404-24326-9.
- 2006: Canea Null. In: "Plasmasymphonie und andere Visionen", hrsg. von Helmuth W. Mommers, Shayol Verlag, Berlin. ISBN 978-3-926126-66-5.
- 2007: Die Lokomotive. In: "Der Moloch und andere Visionen", hrsg. von Helmuth W. Mommers,  Shayol Verlag, Berlin. ISBN 978-3-926126-74-0.
- 2012: Über dem Altar. In: Nova. 20, herausgegeben von Olaf G. Hilscher und Michael K. Iwoleit, Nova Verlag, Bad Zwesten 2012, ISSN 1864-2829.
- 2012: Im Krankenparlament. In: Nova. 21, herausgegeben von Olaf G. Hilscher und Michael K. Iwoleit, Nova Verlag, Bad Zwesten 2012, ISSN 1864-2829
- 2015: In Wien ist die Musik – Ein Verhör. in Nova. 23, herausgegeben von Olaf G. Hilscher und Michael K. Iwoleit, Amrûn Verlag, Traunstein 2015. ISSN 1864-2829, ISBN 978-3-95869-031-8